# Campionati tedeschi di sci alpino 2014
I Campionati tedeschi di sci alpino 2014 si sono svolti a Garmisch-Partenkirchen e Oberjoch dal 21 al 28 marzo. Il programma includeva gare di discesa libera, supergigante, slalom gigante, slalom speciale e supercombinata, tutte sia maschili sia femminili, ma le supercombinate sono state annullate.
Trattandosi di competizioni valide anche ai fini del punteggio FIS, vi hanno partecipato anche sciatori di altre federazioni, senza che questo consentisse loro di concorrere al titolo nazionale tedesco.

## Risultati

### Uomini

#### Discesa libera
| Pos. | Atleta            | Nazione     | Tempo |
| ---- | ----------------- | ----------- | ----- |
| 1    | Klaus Brandner    | Germania    | 58,40 |
| 2    | Andreas Sander    | Germania    | 58,70 |
| 3    | Marc Berthod      | Svizzera    | 59,18 |
| 4    | Marc Pfister      | Svizzera    | 59,28 |
| 5    | Christof Brandner | Germania    | 59,38 |
| 6    | Douglas Crawford  | Regno Unito | 59,39 |
| 7    | Ami Oreiller      | Svizzera    | 59,56 |
| 8    | Klemen Kosi       | Slovenia    | 59,60 |
| 9    | Fabio Renz        | Germania    | 59,90 |
| 10   | Paul de la Cuesta | Spagna      | 59,91 |

Data: 26 marzo

Località: Garmisch-Partenkirchen

Ore: 

Pista: 

Partenza: 1 690 m s.l.m.

Arrivo: 1 188 m s.l.m.

Dislivello: 502 m

Tracciatore: Andreas Fürbeck

#### Supergigante
| Pos. | Atleta            | Nazione  | Tempo   |
| ---- | ----------------- | -------- | ------- |
| 1    | Sandro Viletta    | Svizzera | 1:07,67 |
| 2    | Andreas Sander    | Germania | 1:08,00 |
| 3    | Silvan Zurbriggen | Svizzera | 1:08,26 |
| 4    | Marc Berthod      | Svizzera | 1:08,38 |
| 5    | Klaus Brandner    | Germania | 1:08,90 |
| 6    | Fabio Renz        | Germania | 1:08,96 |
| 7    | Gilles Roulin     | Svizzera | 1:09,06 |
| 8    | Pierre Bugnard    | Svizzera | 1:09,12 |
| 9    | Christof Brandner | Germania | 1:09,22 |
| 10   | Dominik Schwaiger | Germania | 1:09,31 |

Data: 27 marzo

Località: Garmisch-Partenkirchen

Ore: 

Pista: 

Partenza: 1 690 m s.l.m.

Arrivo: 1 188 m s.l.m.

Dislivello: 502 m

Tracciatore: Thomas Aschauer

#### Slalom gigante
| Pos. | Atleta             | Nazione  | Tempo   |
| ---- | ------------------ | -------- | ------- |
| 1    | Sandro Jenal       | Svizzera | 2:11,10 |
| 2    | Linus Straßer      | Germania | 2:11,55 |
| 3    | Michael Gufler     | Italia   | 2:11,95 |
| 4    | Sebastian Holzmann | Germania | 2:12,14 |
| 5    | Dominik Schwaiger  | Germania | 2:12,41 |
| 6    | Thomas Dreßen      | Germania | 2:12,52 |
| 7    | Anton Lindebner    | Germania | 2:12,53 |
| 8    | Fernando Schmed    | Svizzera | 2:12,57 |
| 9    | Thomas Hettegger   | Austria  | 2:12,58 |
| 10   | Magnus Walch       | Austria  | 2:12,73 |

Data: 28 marzo

Località: Garmisch-Partenkirchen

1ª manche:

Ore: 

Pista: 

Partenza: 1 490 m s.l.m.

Arrivo: 1 188 m s.l.m.

Dislivello: 302 m

Tracciatore: Robert Krumbacher
2ª manche:

Ore: 

Pista: 

Partenza: 1 490 m s.l.m.

Arrivo: 1 188 m s.l.m.

Dislivello: 302 m

Tracciatore: Markus Eberle

#### Slalom speciale
| Pos. | Atleta             | Nazione     | Tempo   |
| ---- | ------------------ | ----------- | ------- |
| 1    | Felix Neureuther   | Germania    | 1:39,51 |
| 2    | Fritz Dopfer       | Germania    | 1:40,52 |
| 3    | Dave Ryding        | Regno Unito | 1:40,88 |
| 4    | Linus Straßer      | Germania    | 1:41,71 |
| 5    | Stefan Luitz       | Germania    | 1:41,84 |
| 6    | Riccardo Tonetti   | Italia      | 1:41,98 |
| 7    | Sebastian Holzmann | Germania    | 1:42,21 |
| 8    | Philipp Schmid     | Germania    | 1:42,48 |
| 9    | Dominik Stehle     | Germania    | 1:42,48 |
| 10   | David Ketterer     | Germania    | 1:42,63 |

Data: 22 marzo

Località: Oberjoch

1ª manche:

Ore: 

Pista: 

Partenza: 1 408 m s.l.m.

Arrivo: 1 228 m s.l.m.

Dislivello: 180 m

Tracciatore: Hannes Wallner
2ª manche:

Ore: 

Pista: 

Partenza: 1 408 m s.l.m.

Arrivo: 1 228 m s.l.m.

Dislivello: 180 m

Tracciatore: Markus Eberle

#### Supercombinata
La gara, originariamente in programma il 27 marzo a Garmisch-Partenkirchen, è stata annullata.

### Donne

#### Discesa libera
| Pos. | Atleta          | Nazione     | Tempo   |
| ---- | --------------- | ----------- | ------- |
| 1    | Michaela Wenig  | Germania    | 1:01,44 |
| 2    | Mihaela Kosi    | Slovenia    | 1:02,19 |
| 3    | Marina Wallner  | Germania    | 1:02,44 |
| 4    | Marlene Schmotz | Germania    | 1:02,66 |
| 5    | Patrizia Dorsch | Germania    | 1:03,01 |
| 6    | Isabelle Lang   | Germania    | 1:03,06 |
| 7    | Asja Zenere     | Italia      | 1:03,15 |
| 8    | Meike Pfister   | Germania    | 1:04,14 |
| 9    | Maryja Škanava  | Bielorussia | 1:05,41 |

Data: 26 marzo

Località: Garmisch-Partenkirchen

Ore: 

Pista: 

Partenza: 1 690 m s.l.m.

Arrivo: 1 188 m s.l.m.

Dislivello: 502 m

Tracciatore: Thomas Aschauer

#### Supergigante
| Pos. | Atleta                | Nazione   | Tempo   |
| ---- | --------------------- | --------- | ------- |
| 1    | Klára Křížová         | Rep. Ceca | 1:10,11 |
| 2    | Johanna Schnarf       | Italia    | 1:10,48 |
| 3    | Karoline Pichler      | Italia    | 1:11,20 |
| 4    | Lisa Magdalena Agerer | Italia    | 1:11,22 |
| 5    | Marina Wallner        | Germania  | 1:11,27 |
| 6    | Michaela Wenig        | Germania  | 1:11,56 |
| 7    | Meike Pfister         | Germania  | 1:12,10 |
| 8    | Patrizia Dorsch       | Germania  | 1:12,26 |
| 9    | Kira Weidle           | Germania  | 1:12,60 |
| 10   | Mihaela Kosi          | Slovenia  | 1:13,06 |

Data: 27 marzo

Località: Garmisch-Partenkirchen

Ore: 

Pista: 

Partenza: 1 690 m s.l.m.

Arrivo: 1 188 m s.l.m.

Dislivello: 502 m

Tracciatore: Hannes Wagner

#### Slalom gigante
| Pos. | Atleta           | Nazione   | Tempo   |
| ---- | ---------------- | --------- | ------- |
| 1    | Katarina Lavtar  | Slovenia  | 2:16,73 |
| 2    | Marlene Schmotz  | Germania  | 2:17,12 |
| 3    | Šárka Záhrobská  | Rep. Ceca | 2:17,23 |
| 4    | Barbara Wirth    | Germania  | 2:17,43 |
| 5    | Lisa-Maria Reiss | Austria   | 2:17,51 |
| 6    | Tina Robnik      | Slovenia  | 2:17,97 |
| 7    | Maren Wiesler    | Germania  | 2:18,01 |
| 8    | Kerstin Maier    | Austria   | 2:18,10 |
| 9    | Mirjam Puchner   | Austria   | 2:18,10 |
| 10   | Patrizia Dorsch  | Germania  | 2:18,18 |

Data: 21 marzo

Località: Oberjoch

1ª manche:

Ore: 

Pista: 

Partenza: 1 543 m s.l.m.

Arrivo: 1 228 m s.l.m.

Dislivello: 315 m

Tracciatore: Hannes Wagner
2ª manche:

Ore: 

Pista: 

Partenza: 1 543 m s.l.m.

Arrivo: 1 228 m s.l.m.

Dislivello: 315 m

Tracciatore: Christian Schwaiger

#### Slalom speciale
| Pos. | Atleta              | Nazione     | Tempo   |
| ---- | ------------------- | ----------- | ------- |
| 1    | Elisabeth Kappaurer | Austria     | 1:45,02 |
| 2    | Barbara Wirth       | Germania    | 1:45,33 |
| 3    | Hanna Hofer         | Austria     | 1:46,50 |
| 4    | Katharina Dürr      | Germania    | 1:46,54 |
| 5    | Tina Robnik         | Slovenia    | 1:46,69 |
| 6    | Adriana Jelínková   | Paesi Bassi | 1:46,72 |
| 7    | Ricarda Haaser      | Austria     | 1:46,77 |
| 8    | Elisabeth Willibald | Germania    | 1:47,06 |
| 9    | Stephanie Resch     | Austria     | 1:47,16 |
| 10   | Andrea Komšić       | Croazia     | 1:47,78 |

Data: 22 marzo

Località: Oberjoch

1ª manche:

Ore: 

Pista: 

Partenza: 1 408 m s.l.m.

Arrivo: 1 228 m s.l.m.

Dislivello: 180 m

Tracciatore: Herbert Renoth
2ª manche:

Ore: 

Pista: 

Partenza: 1 408 m s.l.m.

Arrivo: 1 228 m s.l.m.

Dislivello: 180 m

Tracciatore: Stefan Schmid

#### Supercombinata
La gara, originariamente in programma il 27 marzo a Garmisch-Partenkirchen, è stata annullata.